# Amator-Stereo DSS-101
Amator-Stereo DSS-101 – pierwszy polski odbiornik radiowy stereofoniczny klasy standard produkowany przez ZR Diora w latach 1976–1985.

## Podstawowe dane techniczne
Źródło
Zakresy fal:
- dla fal długich 165–285 kHz,
- dla fal średnich 525–1605 kHz,
- dla fal krótkich I 5,95–9,775 MHz,
- dla fal krótkich II 11,7–21,75 MHz,
- dla fal ultrakrótkich 65,5–73 MHz.

Wejścia i wyjścia:
- wejście gramofonowe (DIN),
- wejście i wyjście magnetofonowe (DIN),
- wyjście słuchawkowe (DIN, oprócz wer. 3),
- złącze anteny i uziemienia AM,
- złącze anteny symetrycznej FM (300 Ω).

Znamionowa moc wyjściowa : 2 × 4 W, przy obciążeniu 8 Ω.

## Modele
Amator produkowany był w kolejnych odmianach: 1, 2, 2a, 2b, 2c i 3.
Zmiany konstrukcyjne w kolejnych wersjach:
- 2 (DSS-201 – oznaczenie dla wszystkich wersji modelu) – model produkowany od 1979 roku, w którym scalone końcówki mocy UL1405L zastąpiono hybrydowymi układami scalonymi GML-026, co przyczyniło się do wzrostu mocy wyjściowej z 2 × 4 W do 2 × 10 W, uproszczono konstrukcję zasilacza;
- 2a – wersja z przedwzmacniaczem do magnetycznych wkładek gramofonowych;
- 2b – wersja oszczędnościowa, zlikwidowano wskaźnik dostrojenia;
- 2c – nowy wskaźnik dostrojenia, zielone podświetlenie skali zastąpiono pomarańczowym;
- 3 (AWS-110) – wskazówkowy wskaźnik dostrojenia zastąpiono zbudowanym na trzech diodach LED, czerwone podświetlenie skali, czarny panel przedni zastąpiono szarym.

W kolejnych wersjach wprowadzano też mniejsze zmiany np. w wyglądzie regulatorów, czcionce napisów, napisach na skali itd.
Pierwsza wersja odbiornika była sprzedawana w zestawie z prostymi kolumnami szerokopasmowymi niskiej jakości, od wersji 2 do „Amatora” dodawano dwudrożne zestawy głośnikowe.